# Simon Fenton
Simon Fenton (nascido em Londres no dia 10 de junho de 1976) é um ator inglês, que apareceu em vários papéis diferentes na televisão.
Um de seus primeiros papéis foi Tom's Midnight Garden, e ele também apareceu na série infantil da ITV, T-Bag and the Sunstones of Montezuma, Through The Dragon's Eye, e na série Century Falls, de Russell T Davies.
Ele apareceu no filme The Power of One como o protagonista de 12 anos de idade, PK, um papel pelo qual ele foi indicado para um Young Artist Awards na categoria "Melhor Jovem Ator Co-estrelando em um Filme". Em 1993, ele apareceu ao lado de John Goodman na comédia americana Matinee,  em 1994 ele era Luke na minissérie do Canal 4, The Rector's Wife. Em 1998, estava ao lado de Whoopi Goldberg e Ian Richardson no telefilme da Disney A Knight in Camelot. Mais recentemente, ele estava em Band of Brothers.